# Karen Emmorey
Karen Denise Emmorey ist eine US-amerikanische Linguistin und Neurowissenschaftlerin.
Sie ist Professorin an der San Diego State University und leitet dort das Laboratory for Language and Cognitive Neuroscience.
Emmorey studierte Psychologie und Linguistik an der University of California, Los Angeles (UCLA) und wurde 1987 dort mit der Dissertation Morphological Structure and Parsing in the Lexicon promoviert.
Eines ihrer Forschungsgebiete ist die Gebärdensprache.

## Auszeichnungen
- Fellow of the Linguistic Society of America
- Fellow of the American Association for the Advancement of Science

## Schriften (Auswahl)
- Emmorey, Karen: Language, cognition, and the brain: Insights from sign language research. Psychology Press, 2001.
- Emmorey K, Xu J, Gannon P, Goldin-Meadow S, Braun A: CNS activation and regional connectivity during pantomime observation: no engagement of the mirror neuron system for deaf signers. Neuroimage. 2010 Jan 1;49(1):994-1005.
- Poeppel, D., Emmorey, K., Hickok, G., & Pylkkänen, L. (2012): Towards a new neurobiology of language. Journal of Neuroscience, 32(41), 14125–14131.
- Terhune‐Cotter, B., & Emmorey, K. (2025): The Neural Network for Sign Language Comprehension. Language and Linguistics Compass, 19(4), e70018.